# ICTV (телеканал)
ICTV (англ. International Commercial Television — Международное коммерческое телевидение, также с англ. «I see TV» — «Я вижу телевизор») — украинский общенациональный телеканал, входящий в украинскую медиагруппу StarLightMedia.
Телеканал также имеет свою международную версию «ICTV Ukraine», контент которой состоит из программ телеканалов медиагруппы StarLightMedia.

## История
Впервые вышел в эфир 15 июня 1992 года. Соучредителем канала стал концерн РРТ, что позволило создать мощную и качественную сеть покрытия. Одним из соучредителей ICTV была также компания «Story First», часть акций которой принадлежит всемирно известному производителю кинопродукции, компании «Universal». Взяв курс на развлекательные программы, телеканал первым среди украинских каналов овладел методикой озвучивания и дубляжа зарубежных кинолент.
В 1996 году ICTV, заняв третье место в рейтинге украинских телеканалов, начал проигрывать конкурентам. В то же время «Story First» потеряла интерес к своему украинскому проекту.
В сентябре 2000 года телеканал был продан предприятию с иностранными инвестициями «Роял Капитал ООО Центральный московский депозитарий» (Россия), дочерним предприятиям «Промидия», «Агентство информационных технологий» и «Интерпайп». В том же 2000 году Александр Богуцкий стал генеральным директором ICTV.
18 сентября 2000 года в эфир впервые вышел выпуск информационной программы «Факты».
Со сменой акционеров ICTV качественно изменил формат и увеличил зону вещания. 1 июля 2001 года телеканал начал круглосуточное спутниковое вещание со спутника «Сириус-2». В том же году ICTV получил новую лицензию на право вещания на территории Украины сроком на 10 лет. 30 ноября 2001 года ICTV начал круглосуточное вещание по пятницам и субботам.
14 октября 2002 года телеканал окончательно перешёл на круглосуточное вещание.
В 2008 году все 100 % акций телеканала были консолидированы в ООО «ТВ-Холдинг».
11 ноября 2009 года ICTV вошёл в медиахолдинг StarLightMedia, в который вошли также телеканалы «Новый канал», «СТБ», «ОЦЕ ТВ» (до 2017 года — «QTV»), «М1», «М2».
В 2013 году планировал снять второй сезон украинской версии французского шоу «Форт Боярд», а также американских шоу «Фактор страха» (Fear Factor) и «Последний герой»-3 (Survivor), однако по каким-то причинам эти программы в эфир так и не вышли.
В марте 2014 года ICTV прекратил вещание в Крыму, Симферополе и Севастополе, а с июля 2014 — частично в Донецкой и Луганской областях. В Крыму и Симферополе на его частоте был запущен канал «ТНВ-Планета», а с апреля 2014 года — НТВ. В Севастополе частоту ICTV занял телеканал «Москва-24».
В 2014 году телеканал ICTV критиковали за трансляцию на нём российских сериалов. По результатам мониторингов активистов кампании «Бойкот российского кино», в сентябре на ICTV демонстрировали 7 ч 40 мин российского контента на сутки. В конце месяца доля содержания российского происхождения на телеканале составляла 43 % от общего времени вещания. В то же время, по данным активистов, на ICTV показывают больше всего сериалов о российских силовиках.
1 июня 2015 канал перешёл в формат 16:9.
22 сентября 2017 года к своему 25-летию телеканал обновил слоган, логотип и эфирную графику.
20 января 2020 года телеканал начал вещание в формате HD.
В связи со вторжением России на Украину с 24 февраля 2022 года телеканал круглосуточно транслирует информационный марафон «Единые новости». До 14 июня 2024 года в эфире отсутствовала реклама.

## Аудитория канала
На сегодня в зоне уверенного приёма сигнала ICTV от традиционных аналоговых передатчиков проживает более 95 % жителей Украины (четвертый по покрытию украинский телеканал после УТ-1, 1+1, «Интера» и «Украины»). Наибольший охват потенциальной аудитории в Киеве, Центральном, Северном и Западном регионах.
Аудитория канала — зрители до 45 лет, ядро аудитории — активные, деловые, целеустремлённые люди в возрасте 25-45 лет. В 2015 доля телеканала составляла 7,26 %, в 2016 — 7,56 %, в 2017 — 8,92 %.

## Параметры спутникового вещания
| Спутник  | Орбитальная позиция | Частота   | Поляризация        | Символьная скорость | FEC | Кодировка  |
| -------- | ------------------- | --------- | ------------------ | ------------------- | --- | ---------- |
| Amos 7   | 4.0° W              | 12297 MHz | H (горизонтальная) | 45000 Mb/s          | 2/3 | Verimatrix |
| Astra 4A | 4.8° E              | 12130 MHz | V (вертикальная)   | 27500 Mb/s          | 3/4 | Free       |

## Программы и сериалы канала
Приоритетным для ICTV является информационный блок вещания. На канале выходят информационные программы «Факты», «Факты. Спорт», информационно-публицистический проект «Чрезвычайные новости», а также еженедельный публицистический проект «Факты недели». 
В 2015 году в эфир «ICTV» вышла утренняя информационно-развлекательная программа «Утро в большом городе», где ведущие рассказывают важнейшие, по их мнению, новости.
Программа Свобода слова была первым масштабным общественно-политическим проектом на отечественном телевидении. Сначала программу вёл Савик Шустер, который впоследствии перешёл на канал «Интер» со своей программой.
Канал сформировал свой особый цикл публицистично-аналитических проектов, которые в течение недели знакомят зрителей с различными аспектами общественной жизни:
- Каждый понедельник проект «Теория заговора» рассказывает зрителям, являются ли войны, катастрофы и громкие преступления случайностью, стечением обстоятельств или заговором.
- Во вторник в аналитическом проекте «Гражданская оборона» эксперты разоблачают диверсионные операции российских спецслужб и рассказывают обо всех аспектах войны на Востоке Украины.
- В среду в проекте «Секретный фронт» зрителям рассказывают забытые, засекреченные или малоизвестные события, факты и технологии, которыми украинцы могут или могли бы гордиться, а также факты и теории из прошлого и будущего, которые очень важны для жизни сегодня.
- В четверг в аналитическом проекте «Антизомби[укр.]» журналисты развенчивают пропагандистские штампы российских СМИ об Украине.
- Кроме того, каждую пятницу зрители могут насладиться шутками на актуальные социальные темы от команды «Дизель-шоу».

### Спецпроекты
«ICTV» создал цикл оригинальных документальных фильмов. В рамках следующих спецпроектов показывали разные стороны 2014 для Украины:
- «Революция достоинства»
- «Правый сектор. Радикальный синдром»
- «(Не)прикрытая война»
- «Украина 2041»
- «Первая отечественная. Второй фронт»
- «Братство Красного Креста»
- «Спецназ. Вернуться живым»
- «Новые лидеры»
- «Томос для Украины»

Кроме того, «ICTV» готовит специальные проекты, такие как: прямой эфир с Президентом Украины, эксклюзивные трансляции международных форумов и других всемирно важных событий. Документальные расследования из разных уголков мира (Бермудский треугольник, Чили, Аргентина, Пуэрто-Рико, Кения, Сомали, Афганистан, Таиланд, Япония и др.) стали своеобразной визитной карточкой Константина Стогния. Также программа «Чрезвычайные новости» шесть дней в неделю предоставляют зрителям актуальную информацию под лозунгом «Предупреждён — значит вооружён».

#### Новогодние проекты
- 31 декабря 2000 — «Новогоднее поздравление ICTV»
- 31 декабря 2001 — «Галопом по Европам». Специальный выпуск
- 31 декабря 2002 — «Новогоднее телевидение»
- 31 декабря 2003 — Новогодняя развлекательная программа
- 31 декабря 2005 — финал конкурса «Песня года-2005»
- 31 декабря 2006 — Новогодний выпуск «Леся+Рома»
- 31 декабря 2009—2010 — «Большая разница по-украински».
- 31 декабря 2013 — музыкальное шоу «Машина времени. Лучшие песни всех времен».
- 31 декабря 2014 — «Мужской клуб Дизеля».
- 31 декабря 2016 — «Дизель шоу. Новогодний концерт» и концерт группы «Океан Эльзы».
- 31 декабря 2017, 2019—2021 — «Дизель-шоу. Новогодний концерт»
- 31 декабря 2018 — «Пёс. Новогоднее чудо»
- 30 декабря 2021 — «Дежурный из ДВРЗ. Операция „Новый год“»

### Актуальные программы
- Факты
- Факты недели (ранее — «Факты недели. 100 минут»)
- Факты. Спорт
- Чрезвычайные новости
- Свобода слова
- Утро в большом городе
- Гражданская оборона
- Антизомби
- Секретный фронт
- На троих
- Дизель-шоу
- Скрытая опасность
- Кто хочет стать миллионером?

### Архивные программы
- Научите нас жить
- Еврофуд 2012
- Удержаться в кресле
- Козырная жизнь
- Инсайдер
- Больше, чем правда
- Теория заговора
- Битва версий
- Студия Вашингтон
- Служба розыска детей
- Патрульные
- Патрульные. Круглосуточно
- Первый раз за границей
- Последний герой
- Провокатор
- Путёвая страна
- Ньюзмейкер
- Розыгрыш
- Труба мистера Сосиски
- Такси
- Что по телику?
- Украинцы Офигенные
- Космонавты
- Клан
- Криминальный облом
- Легкие деньги
- Несекретные файлы
- Другой футбол
- Главная программа
- Анекдоты по-украински
- Вам и не снилось!
- Достало!
- Берегись автомобиля
- Смотреть всем!
- Дача
- Машина времени
- День в большом городе
- Новые лидеры
- Стоп 5/Стоп 10
- Комик на миллион
- Джентльмены на даче
- Битва наций
- Провокатор
- Прорвёмся!
- Мужской клуб
- Звезда YouTube
- Рюрики
- Большая разница по-украински
- Шуры-муры
- Самый умный
- Новые факты
- Факт дня
- Каламбур
- Добрые новости
- Деловые факты
- Основной инстинкт
- Самозванцы
- Звездное выживание с Голтисом
- Максимум в Украине

### Сериалы собственного производства
- «Нюхач» (4 сезона — 32 серии)
- «Пёс» (6 сезонов — 150 серий)
- «Прятки» (8 серий)
- «Контакт» (12 серий)
- «Проверка на прочность» (4 серии)
- «Майор и магия» (32 серии)
- «Никонов и Ко» (16 серий)
- «В плену оборотня» (4 серии)
- «Танк» (4 серии)
- «Юрчишины» (16 серий)
- «Вскрытие покажет» (2 сезона — 60 серий)
- «Фантом» (16 серий)
- «Обмани себя» (4 серии)
- «Папаньки» (1 сезон — 16 серий, позже — на «СТБ»)
- «Неисправимые» (16 серий)
- «Правило боя» (4 серии)
- «Копы на работе» (33 серии)
- «Менталист» (16 серий)
- «Отдел 44» (100 серий)
- «Конвой» (4 серии)
- «Владимирская, 15» (16 серий)
- «Криминолог» (16 серий)
- «Плохой хороший коп» (16 серий)
- «Пацики» (10 серий)
- «Прокуроры» (14 серий)
- «Код Константина» (35 серий)
- «Патруль Самооборона» (21 серия)
- «Один в поле воин» (4 серии)
- «Коп из прошлого» (16 серий)
- «Выжить любой ценой» (3 сезона — 68 серий)
- «Марк+Наталка» (72 серии)
- «Участковый с ДВРЗ» (2 сезона — 48 серий)
- «Заклятые друзья» (16 серий)
- «Выжить любой ценой»
- «Козаки. Абсолютно брехлива історія» (12 серий)
- «Тайные двери» (40 серий)
- «Доброволец» (6 серий)
- «Брюс» (4 серии)
- «Морская полиция. Черноморск»

## Логотип
Телеканал сменил 6 логотипов. Нынешний — 7-й по счету. Находится в левом верхнем углу. С 22 сентября 2017 года логотип исчезает при показе анонсов. С 2000 года отличительной особенностью канала является оранжевый цвет.
| Логотип | Описание |
| ------- | --- |
|         | С 15 июня 1992 года по 27 августа 1995 года логотипом канала была надпись «ICTV» жёлтого цвета. Находился в левом верхнем углу. |
|         | С 28 августа 1995 по 17 сентября 2000 года логотипом канала была сине-жёлтая звезда. Находился там же. |
|         | С 18 сентября 2000 по 31 августа 2003 года логотип канала был в виде оранжевой звезды, под которой была оранжевая полоса. |
|         | С 1 сентября 2003 по 13 ноября 2005 года логотип канала был в виде оранжевой звезды и после неё надпись «ICTV», а оранжевая полоса исчезла из-под звезды. |
|         | С 14 ноября 2005 по 31 августа 2015 года логотип использовался тот же, только надпись «ICTV» уменьшилась и находилась под звездой. |
|         | С 1 сентября 2015 по 21 сентября 2017 года логотип был очень похож на четвёртый. |
|         | С 22 сентября 2017 года по настоящее время логотипом является выпуклая оранжевая звезда, справа от которой — надпись «ICTV», размер которой уменьшился примерно в 2 раза. С 13 января 2020 года логотип несколько увеличился. После начала полномасштабного российского вторжения в Украину с 24 февраля до 5 июля 2022 года рядом с логотипом был маленький флаг Украины с белой надписью «МЫ СИЛЬНЫЕ» (укр. «МИ СИЛЬНІ»). |
|         | Используется в анонсах и заставках, а также на официальном сайте и в СМИ |

## Ведущие

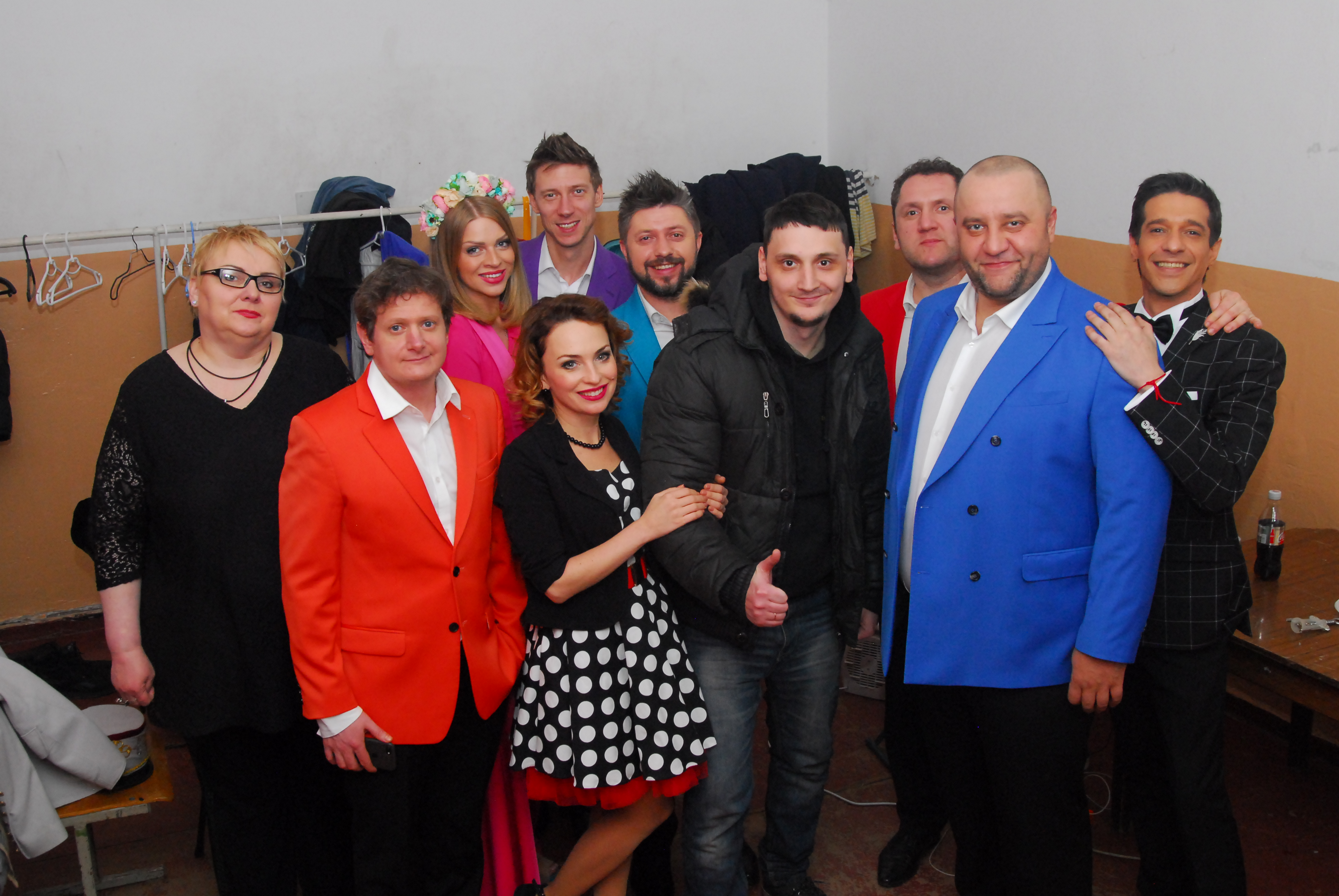
Дизель Студио

| - Елена Фроляк - Оксана Соколова - Вадим Карпьяк - Константин Стогний - Инна Шевченко - Пётр Демьянчук - Екатерина Тарута - Юлия Сеник - Оксана Гутцайт | - Андрей Ковальский - Вячеслав Цимбалюк - Павел Казарин - Юлия Зорий - Антон Равицкий - Николай Луценко - Виктория Сеник - Роман Бочкала - Юлия Панкова | - Александр Ильиных - Виктория Булитко - Яна Глущенко - Егор Крутоголов - Евгений Гашенко - Олег Иваница - Александр Бережок - Руслан Ханумак - Андрей Зрожевский |

## Награды
- 2003 — Почётная грамота Кабинета Министров Украины за всестороннее и объективное освещение деятельности Кабинета Министров Украины[10].
- 2003 — премия «Телетриумф» в номинации «Телевизионный дизайн».
- 2013 — премия «Телетриумф» в номинации «Телевизионный дизайн (ID) канала».
- 2017 — премию «Высокие стандарты журналистики» получил Павел Казарин, ведущий программы «Утро в Большом Городе»[11].

## Критика
С 2014 года телеканал ICTV критикуют за трансляцию на нём российских сериалов. По результатам мониторингов активистов кампании «Бойкот российского кино», в сентябре на телеканале демонстрировали 7 ч 40 мин российского контента в сутки.
В то же время, по данным активистов, в 2014 году на «ICTV» показывали больше всего сериалов о российских силовиках. Кроме того, активисты обнародовали данные, согласно которым на конец сентября 2014 года на телеканале доля русскоязычного контента составляла около 45 % (по другим данным — 43 %).
Помимо этого, в 2005 году телеканал предвзято освещал многодневный митинг против захвата Никопольского завода ферросплавов государством (о решении суда по отдаче незаконно приватизированного Виктором Пинчуком завода, в интересах владельца «ICTV» Виктора Пинчука). По версии канала, это был митинг защитников завода, что называют «Новым Майданом».
17 марта 2020 года телеканал показывал обращение президента Украины Владимира Зеленского о распространении коронавируса в Украине с ошибками в титрах, которые были взяты из сериала «Нюхач-4», который был прерван. На «ICTV» за это извинились, а в социальных сетях этому посвятили мемы.